# CONAS
CONAS (англ. Combined nuclear and steam propulsion,  Комбіновані атомна та парова енергетичні установки) - тип комбінованої морської енергетичної установки, в якій парові турбіни можуть живитись як від ядерного реакторів, так і від парових котлів.
Використовується на крейсерах проєкту 1144 «Орлан»